# قلعة برازا

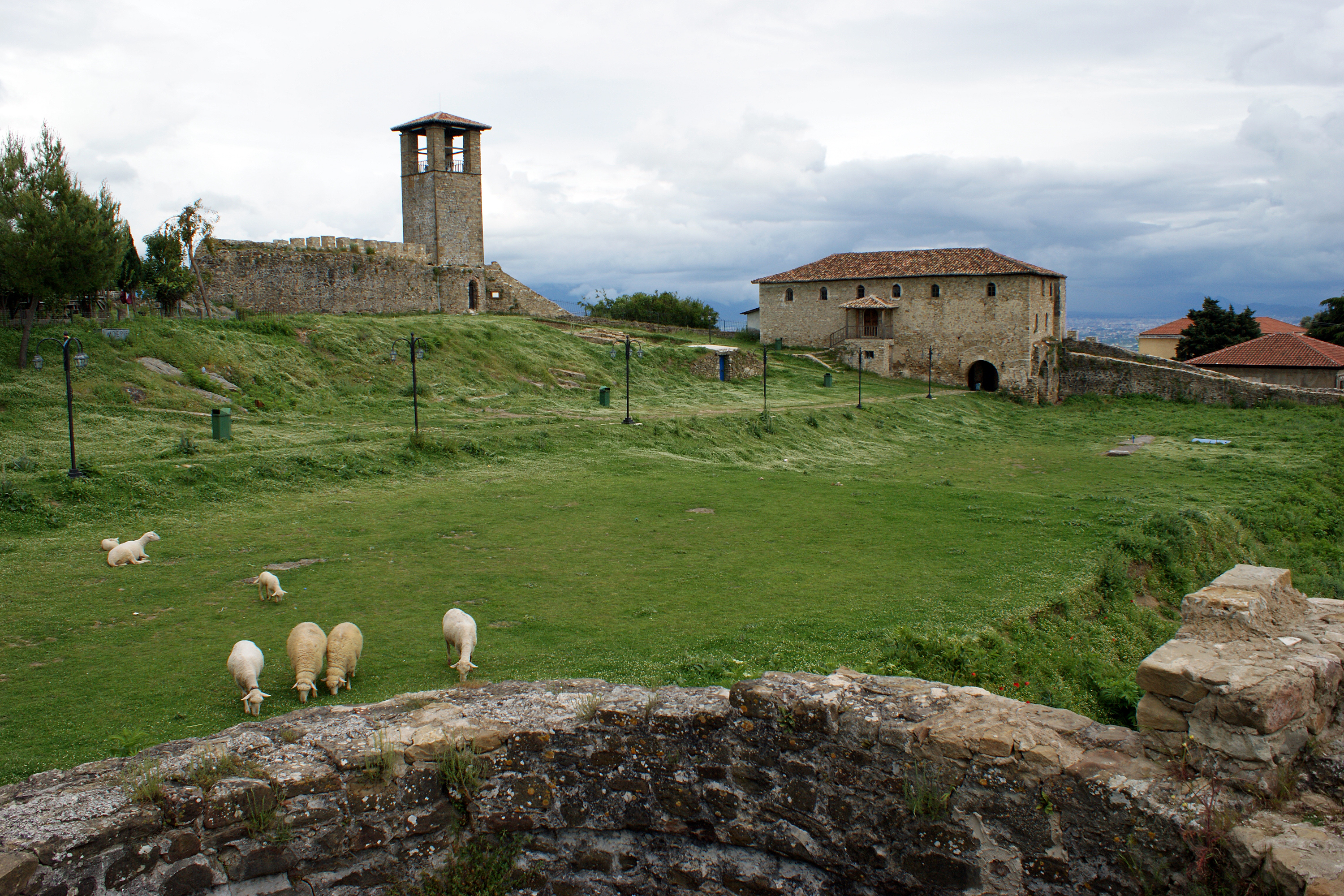
منظر من البرج الغربي لبرج الساعة والمسجد

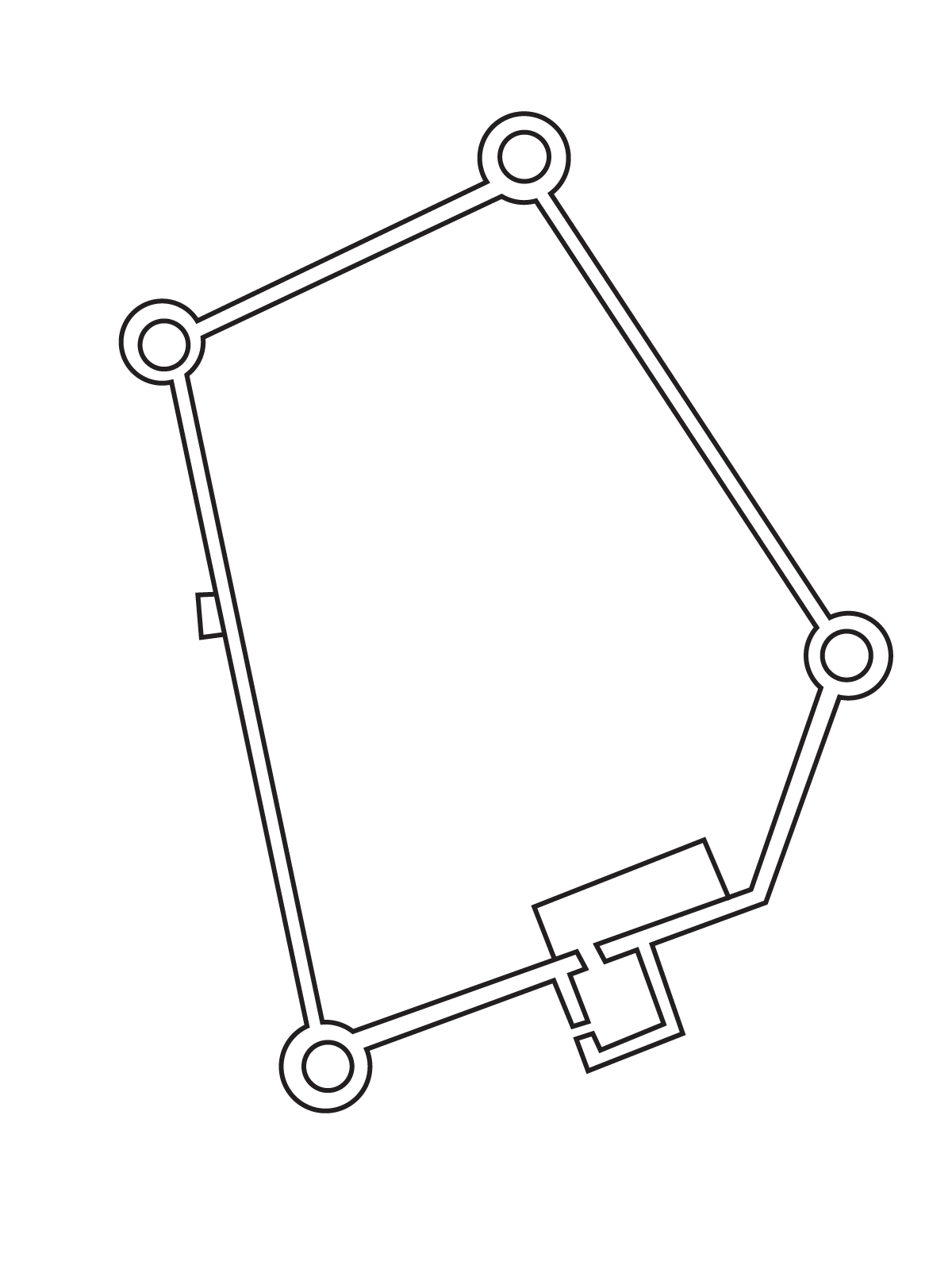
مخطط قلعة بريزا

قلعة برازا (بالألبانية: Kalaja e Prezës)‏ هي قلعة من العصور الوسطى في برازا، ألبانيا.
تطل القلعة على القرية التي تحمل نفس الاسم وتقع على قمة تل. وهي قلعة صغيرة بدأ بناءها في القرن الرابع عشر وتم الانتهاء منها في أوائل القرن الخامس عشر وتعود إلى عائلة ثوبيا وهي واحدة من أقوى الأسر الإقطاعية الألبانية خلال 1443-1468 كانت واحدة من المعاقل الأساسية للمقاومة الألبانية ضد العثمانيين بقيادة سكانديربيغ.
تم إعلان القلعة «نصبًا ثقافيًا». يوجد بها أربعة أبراج واحد في كل زاوية. تم بناء برج الساعة حوالي 1800. يشتهر بموقعه الجميل المطل على سهل تيرانا. القلعة قريبة جدًا من مطار تيرانا الدولي. ويوجد مطعم ومرافق خدمات داخل القلعة.